# Eerste Slag bij Dalton
De Eerste Slag bij Dalton vond plaats tussen 22 februari en 27 februari 1864 in Whitfield County Georgia tijdens de Amerikaanse Burgeroorlog. Op 22 februari stuurde de Noordelijke generaal-majoor George H. Thomas verkenningseenheden naar de linies van de Zuidelijke generaal Joseph E. Johnston om te achterhalen of de Zuidelijke linie verzwakt was. Johnston had twee divisies naar andere regio’s gestuurd. De Noordelijken trokken zich terug toen ze beseften dat de Zuidelijke linie nog te sterk was.
Generaal-majoor Ulysses S. Grant, nu algemeen bevelhebber van de Noordelijke legers, had in november 1863 de Zuidelijken verslagen in de Slag bij Missionary Ridge en de Slag bij Lookout Mountain. Het Army of Tennessee onder leiding van generaal Braxton Bragg trok zich terug naar het noorden van Georgia. Bragg werd vervangen door Joseph E. Johnston. De defensief ingestelde Johnston nam goed verdedigbare stellingen in op Rocky Face Ridge in de buurt van Dalton.
Grant stuurde een deel van zijn leger, onder leiding William T. Sherman, naar Meridian; een belangrijk spoorwegenknooppunt in Mississippi. Daarop stuurde Johnston twee divisies van zijn leger naar Leonidas Polk, verantwoordelijk voor de verdediging van Meridian. Toen inlichtingen over deze troepenverplaatsing Grant bereikte, gaf hij het bevel aan Thomas om verkenningseenheden uit te sturen naar Johnstons linies om de sterkte ervan te achterhalen. Grant hoopte een zwak punt aan te treffen in de vijandelijke stellingen. Na een initieel succes voor de Noordelijken bleek dat de Zuidelijke stellingen nog altijd te sterk waren. De twee divisies die Johnston naar Polk gestuurd had, keerden onverrichter zake terug toen Polk Meridian geëvacueerd had. Thomas was nu numeriek te zwak en trok zich terug.
Hoewel de Zuidelijken in de eerste slag bij Dalton een succes hadden geboekt, hadden de Noordelijken genoeg geleerd en inlichtingen verzameld om later in de zomer een belangrijke overwinning te boeken. Sherman stuurde een deel van zijn leger naar een pas die niet verdedigd werd door de Zuidelijken en flankeerde hierdoor het Zuidelijke leger.